# Suzy Parker
Cecilia Ann Renee Parker (San Antonio, Texas; 28 de octubre de 1932 - Montecito, California; 3 de mayo de 2003) fue una modelo y actriz estadounidense, activa desde 1947 hasta comienzos de la década de 1960. Su carrera en el modelaje alcanzó la cúspide en los años 1950, cuando apareció en la portada de docenas de revistas, anuncios, películas y programas de televisión. Protagonizó diversas campañas publicitarias de Revlon. Fue la primera modelo en ganar 100.000 dólares anuales, y la primera también en posar ante una cámara vistiendo bikini.

## Biografía
Suzy era hija de George y Elizabeth Parker. Fue la menor de cuatro hermanas: Dorian Leigh (1917-2008), otra destacada modelo de la época, Florian (1918-2010) y Georgibell (1921-1988). Trece años después de dar a luz a su tercera hija, Elizabeth Parker creyó que estaba experimentando la menopausia cuando se percató de que tenía cinco meses de embarazo. A su padre no le gustaba el nombre Cecilia Ann Renee Parker, así que la llamó Susie. Más tarde, un fotógrafo francés cambió la ortografía a Suzy.
La familia Parker se mudó más tarde a Highland Park, Nueva Jersey, y posteriormente a Florida. Fue su hermana Dorian, ya cotizada modelo, quien la presentó a la agente Eileen Ford, cuando tenía sólo 15 años de edad.

## Carrera
Cuando Suzy tenía 14 o 15 años de edad, su hermana mayor, Dorian, ya era considerada una «supermodelo». En ese período fue cuando Dorian telefoneó a la agencia de modelos Ford Models y les dijo a Eileen y Jerry Ford que firmaría con ellos si contrataban también a su hermana menor, hasta entonces desconocida. Ansiosos por representar a Dorian, ellos aceptaron esta condición. Esperando conocer a una versión más joven de Dorian, de pelo azabache, ojos azules y 1,65 m, quedaron impactados al ver a Suzy por primera vez en un restaurante, principalmente por su estatura de más de 1,70 m, su elegante estructura ósea, su cabello rojizo y sus pecas. Al final, Suzy se hizo incluso más famosa que Dorian.
La primera fotografía de Suzy apareció en la revista Life cuando tenía 15 años. Uno de sus primeros anuncios publicados en revistas fue también entonces para DeRosa Jewelry. Aunque todavía vivía con sus padres en Florida, se quedó junto a Dorian en Nueva York mientras modelaba allí. Dorian la presentó a sus amigos fotógrafos Irving Penn, Horst P. Horst, John Rawlings y Richard Avedon, convirtiéndose eventualmente en musa de este último.
Parker se convirtió en el «rostro insigne» de Coco Chanel. Coco Chanel creó numerosos atuendos Chanel para Suzy y se volvió su confidente, aconsejándola sobre hombres y dinero. Fue la primera modelo en ganar 200 dólares por hora y 1000 por año. La revista Vogue la declaró como uno de los rostros de la mujer ideal de posguerra, elegantemente femenina y segura de sí misma.
En 1955, Suzy no había pagado los impuestos correspondientes a su labor como modelo los años anteriores. Debía más de 60.000 dólares más multas acumuladas, una enorme cantidad para la época. Jerry Ford saldó la deuda y puso a Suzy a trabajar. Participó sin parar en proyectos para Vogue, Revlon, Hertz, Westinghouse, Max Factor, Bliss, DuPont, Simplicity, Smirnoff y Ronson, solo por nombrar algunos clientes. Además apareció en la portada de casi 70 revistas alrededor del mundo, incluyendo a Vogue, Elle, Life, Look, Redbook, Paris Match y McCalls. A ella sólo se le entregaba el 20% de su salario; los Ford se quedaban con el resto para recuperar el dinero usado en sus impuestos previamente.
Richard Avedon sugirió a Suzy para la película Funny Face (1957). El rol de Fred Astaire se basaba en Avedon, mientras que el de Audrey Hepburn estaba inspirado en Suzy, quien apareció sólo en un cameo de un par de minutos en el filme. Sus otros créditos cinematográficos incluyen Kiss them for me (1957), The best of everything (1959), Ten north Frederick (1959), Circle of deception (1960) —donde conoció a su futuro marido, Bradford Dillman—, Flight from Ashiya (1964) y Chamber of horrors (1966). En televisión participó en Burke's law y The Twilight Zone, además de apariciones en programas de concursos como I've got a secret.
En 1950 se casó en secreto con su novio del instituto y se fueron a vivir con los padres de ella en Florida, pero como no le aceptaban se mudaron a Pensilvania donde él comenzó la universidad mientras ella seguía modelando. En una fiesta ofrecida por el diseñador Jacques Fath a las afueras de París, Parker conoció al periodista Pierre de la Salle. Regresó a Estados Unidos y su marido aceptó el divorcio a cambio de una fuerte suma. Ella estuvo de acuerdo y se divorciaron en México en 1953. Él murió unos años después en un accidente de tráfico. A pesar de las infidelidades de la Salle, se casó con él también en secreto en 1957 o 1958. En 1958 sufrió un grave accidente cuando el automóvil que conducía su padre fue arrollado por un tren. Él murió en el hospital y ella sufrió diversas heridas, ninguna en el rostro. Fue ingresada como señora la Salle y así la prensa descubrió su matrimonio. Tras su recuperación, y muy afectada por la muerte de su querido padre, la Salle la abandonó definitivamente y embarazada. En diciembre de 1959 dio a luz a su hija Georgia Belle Florian. Coco Chanel fue su madrina.
Luego de conocer y casarse con su tercer esposo, Bradford Dillman, en 1963, y de sufrir otro accidente automovilístico en 1964, Suzy comenzó a retirarse del modelaje y de la actuación para vivir tranquilamente con su familia. Tuvo con él tres hijos: Dinah (1965), Charlie (1967) y Christopher (1969). Vivían en Bel Air, Los Ángeles hasta que una serpiente de cascabel mordió a Dinah en el patio y casi muere, por lo que se trasladaron a Montecito, California.
Falleció el 3 de mayo de 2003; después de un largo período de mala salud, que incluyeron úlceras, problemas respiratorios, cirugías de cadera y diabetes, sus riñones empezaron a fallar. Después de pasarse los últimos cinco años entrando y saliendo del hospital, rechazó seguir realizando diálisis y se retiró a su casa en Montecito, en cuyo huerto murió rodeada de sus familiares a los 70 años. Su viudo Bradford Dillman murió en 2018 a los 87 años.